# Dirka po Franciji 1955
| Mesto | Ime              | Čas               |
| ----- | ---------------- | ----------------- |
| 1     | Louison Bobet    | 130 h 29 min 26 s |
| 2     | Jean Brankart    | 4 min 53 s        |
| 3     | Charly Gaul      | 11 min 30 s       |
| 4     | Pasquale Fornara | 12 min 44 s       |
| 5     | Antonin Rolland  | 13 min 18 s       |

Dirka po Franciji 1955 je bila 42. dirka po Franciji, ki je potekala leta 1955.

## Pregled
| Kategorije                          | Podatki          |
| ----------------------------------- | ---------------- |
| Začetek-konec                       | Le Havre - Pariz |
| Dolžina (km)                        | 4.495            |
| Število etap                        | 22               |
| Povprečna hitrost zmagovalca (km/h) | 34,446           |
| Kolesarjev                          | 130              |
| Tekmo končalo                       | 69               |